# KLRK1
KLRK1 (англ. Killer cell lectin like receptor K1) – білок, який кодується однойменним геном, розташованим у людей на короткому плечі 12-ї хромосоми. Довжина поліпептидного ланцюга білка становить 216 амінокислот, а молекулярна маса — 25 274.
| 10         |  | 20         |  | 30         |  | 40         |  | 50         |
| ---------- |  | ---------- |  | ---------- |  | ---------- |  | ---------- |
| MGWIRGRRSR |  | HSWEMSEFHN |  | YNLDLKKSDF |  | STRWQKQRCP |  | VVKSKCRENA |
| SPFFFCCFIA |  | VAMGIRFIIM |  | VAIWSAVFLN |  | SLFNQEVQIP |  | LTESYCGPCP |
| KNWICYKNNC |  | YQFFDESKNW |  | YESQASCMSQ |  | NASLLKVYSK |  | EDQDLLKLVK |
| SYHWMGLVHI |  | PTNGSWQWED |  | GSILSPNLLT |  | IIEMQKGDCA |  | LYASSFKGYI |
| ENCSTPNTYI |  | CMQRTV     |  |            |  |            |  |            |

A: Аланін

C: Цистеїн

D: Аспарагінова кислота

E: Глутамінова кислота

F: Фенілаланін

G: Гліцин

H: Гістидин

I: Ізолейцин

K: Лізин

L: Лейцин

M: Метіонін

N: Аспарагін

P: Пролін

Q: Глутамін

R: Аргінін

S: Серин

T: Треонін

V: Валін

W: Триптофан

Кодований геном білок за функцією належить до рецепторів. 
Задіяний у таких біологічних процесах, як адаптивний імунітет, імунітет, вроджений імунітет, диференціація клітин, альтернативний сплайсинг. 
Білок має сайт для зв'язування з лектинами. 
Локалізований у клітинній мембрані, мембрані.